# Campionato asiatico maschile under 19 di calcio 2010
Il Campionato asiatico di calcio Under-19 2010 (in lingua inglese 2010 AFC U-19 Championship) è stato la 36ª edizione del torneo organizzato dalla Asian Football Confederation e riservato a squadre nazionali formate da giocatori al di sotto dei 19 anni di età. La fase finale si è svolta in Cina dal 3 al 17 ottobre 2010. La Corea del Nord ha vinto il titolo per la terza volta, battendo in finale l'Australia. Le quattro semifinaliste si sono qualificate per il Campionato mondiale di calcio Under-20 2011.

## Paese organizzatore
L'AFC ha assegnato l'organizzazione del torneo alla Cina il 18 febbraio 2010.

## Stadi
| Zibo Sports Center Stadium | Zibo Sports Center Stadium | Zibo Sports Center Stadium | Linzi Stadium    | Linzi Stadium    | Linzi Stadium    |
| Capienza: 45.000           | Capienza: 45.000           | Capienza: 45.000           | Capienza: 14.000 | Capienza: 14.000 | Capienza: 14.000 |
| Zibo Linzi                 |                            |                            |                  |                  |                  |

## Squadre qualificate
- Australia
- Bahrein
- Cina
- Iraq

- Iran
- Giappone
- Giordania
- Corea del Nord

- Corea del Sud
- Arabia Saudita
- Siria
- Thailandia

- Emirati Arabi Uniti
- Uzbekistan
- Vietnam
- Yemen

## Fase a gironi

### Gruppo A
| Pos. | Squadra        | Pt | G | V | N | P | GF | GS | DR |
| ---- | -------------- | -- | - | - | - | - | -- | -- | -- |
| 1.   | Cina           | 7  | 3 | 2 | 1 | 0 | 6  | 2  | +4 |
| 2.   | Arabia Saudita | 6  | 3 | 2 | 0 | 1 | 3  | 3  | 0  |
| 3.   | Siria          | 3  | 3 | 1 | 0 | 2 | 1  | 3  | -2 |
| 4.   | Thailandia     | 1  | 3 | 0 | 1 | 2 | 1  | 3  | -2 |

| Arbitro: | Peter Green |

|                                  |           |             |
| Tan Tiancheng 3’ Wu Lei 14’, 65’ | Marcatori | 9’ Majrashi |

| Arbitro: | Masaaki Toma |

|  |           |            |
|  | Marcatori | 71’ Kalaji |

| Arbitro: | Malik Abdul Bashir |

|  |           |                       |
|  | Marcatori | 4’, 90+4’ Jin Jingdao |

| Arbitro: | Kim Sang-Woo |

|             |           |  |
| Dagriri 83’ | Marcatori |  |

| Arbitro: | Abdullah Al Hilali |

|                  |           |             |
| Zhu Jianrong 75’ | Marcatori | 35’ Pattana |

| Arbitro: | Mohsen Torky |

|  |           |              |
|  | Marcatori | 41’ Al-Fahmi |

### Gruppo B
| Pos. | Squadra        | Pt | G | V | N | P | GF | GS | DR |
| ---- | -------------- | -- | - | - | - | - | -- | -- | -- |
| 1.   | Uzbekistan     | 9  | 3 | 3 | 0 | 0 | 4  | 0  | +4 |
| 2.   | Corea del Nord | 6  | 3 | 2 | 0 | 1 | 5  | 1  | +4 |
| 3.   | Bahrein        | 3  | 3 | 1 | 0 | 2 | 2  | 4  | -2 |
| 4.   | Iraq           | 0  | 3 | 0 | 0 | 3 | 1  | 7  | -6 |

| Arbitro: | Abdulrahman Abdou |

|                         |           |  |
| Abdukholiqov 64’ (rig.) | Marcatori |  |

| Arbitro: | Tan Hai |

|          |           |                               |
| Abas 44’ | Marcatori | 50’ Al Amer 56’ (aut.) Bahjat |

| Arbitro: | Mohamed Al Zarouni |

|                                                                 |           |  |
| Jang Kuk-chol 14’ Jang Song-hyok 45’ (rig.) Pak Song-chol 90+4’ | Marcatori |  |

| Arbitro: | Võ Minh Trí |

|  |           |                  |
|  | Marcatori | 17’ Smolyachenko |

| Arbitro: | Masaaki Toma |

|                              |           |  |
| Bahritdinov 45’ Mirzayev 90’ | Marcatori |  |

| Arbitro: | Malik Abdul Bashir |

|  |           |                                    |
|  | Marcatori | 56’ Ri Hyong-jin 77’ Pak Song-chol |

### Gruppo C
| Pos. | Squadra             | Pt | G | V | N | P | GF | GS | DR |
| ---- | ------------------- | -- | - | - | - | - | -- | -- | -- |
| 1.   | Giappone            | 9  | 3 | 3 | 0 | 0 | 9  | 1  | +8 |
| 2.   | Emirati Arabi Uniti | 4  | 3 | 1 | 1 | 1 | 5  | 2  | +3 |
| 3.   | Vietnam             | 3  | 3 | 1 | 0 | 2 | 2  | 9  | -7 |
| 4.   | Giordania           | 1  | 3 | 0 | 1 | 2 | 1  | 5  | -4 |

| Arbitro: | Mohsen Torky |

|            |           |                                 |
| Khalil 90’ | Marcatori | 53’ (aut.) Rashid 90+1’ Ibusuki |

| Arbitro: | Liu Kwok Man |

|                                       |           |             |
| Lê Quốc Phương 55’ Sariweh 72’ (aut.) | Marcatori | 37’ Za'tara |

| Arbitro: | Andre El Haddad |

|                               |           |  |
| Musaka 8’ Usami 45’, 77’, 90’ | Marcatori |  |

| Zibo 6 ottobre 2010, ore 17:30 UTC+5 | Giordania   | 0 – 0 | Emirati Arabi Uniti | Zibo Sports Stadium (2.000 spett.)\| Arbitro: \| Peter Green \| |
| Arbitro:                             | Peter Green |       |                     |                                                                 |

| Arbitro: | Kim Sang-woo |

|                                            |           |  |
| Khalil 6’, 23’, 27’ Abdulrahman 77’ (rig.) | Marcatori |  |

| Arbitro: | Liu Kwok Man |

|  |           |                            |
|  | Marcatori | 49’, 83’ Nagai 76’ Ibusuki |

### Gruppo D
| Pos. | Squadra       | Pt | G | V | N | P | GF | GS | DR |
| ---- | ------------- | -- | - | - | - | - | -- | -- | -- |
| 1.   | Australia     | 7  | 3 | 2 | 1 | 0 | 7  | 1  | +6 |
| 2.   | Corea del Sud | 7  | 3 | 2 | 1 | 0 | 3  | 0  | +3 |
| 3.   | Iran          | 3  | 3 | 1 | 0 | 2 | 2  | 5  | -3 |
| 4.   | Yemen         | 0  | 3 | 0 | 0 | 3 | 1  | 7  | -6 |

| Arbitro: | Andre El Haddad |

|                                     |           |  |
| Ji Dong-won 39’ Jung Seung-yong 54’ | Marcatori |  |

| Arbitro: | Abdullah Al Hilali |

|                                                       |           |                |
| Danning 14’ Bulut 26’ (rig.) McGowan 30’ Fletcher 83’ | Marcatori | 2’ Al-Baidhani |

| Arbitro: | Tan Hai |

|  |           |                                 |
|  | Marcatori | 39’ Amini 60’ Bulut 88’ Antonis |

| Arbitro: | Abdulrahman Abdou |

|  |           |                 |
|  | Marcatori | 15’ Ji Dong-won |

| Zibo 8 ottobre 2010, ore 17:30 UTC+5 | Corea del Sud      | 0 – 0 | Australia | Zibo Sports Stadium (15.000 spett.)\| Arbitro: \| Mohamed Al Zarouni \| |
| Arbitro:                             | Mohamed Al Zarouni |       |           |                                                                         |

| Arbitro: | Võ Minh Trí |

|  |           |                        |
|  | Marcatori | 59’, 88’ (rig.) Rezaei |

## Fase a eliminazione diretta

### Tabellone
|  | Quarti di finale    | Quarti di finale    | Quarti di finale |               |                | Semifinali     | Semifinali | Semifinali |  |  | Finale | Finale | Finale |  |
|  |                     |                     |                  |               |                |                |            |            |  |  |        |        |        |  |
|  | Cina                | Cina                | 0                |               |                |                |            |            |  |  |        |        |        |  |
|  | Cina                | Cina                | 0                |               |                |                |            |            |  |  |        |        |        |  |
|  | Corea del Nord      | Corea del Nord      | 2                |               |                |                |            |            |  |  |        |        |        |  |
|  | Corea del Nord      | Corea del Nord      | 2                |               | Corea del Nord | Corea del Nord | 2          |            |  |  |        |        |        |  |
|  |                     |                     |                  |               | Corea del Nord | Corea del Nord | 2          |            |  |  |        |        |        |  |
|  |                     |                     | Corea del Sud    | Corea del Sud | 0              |                |            |            |  |  |        |        |        |  |
|  | Giappone            | Giappone            | Corea del Sud    | Corea del Sud | 0              | 2              |            |            |  |  |        |        |        |  |
|  | Giappone            | Giappone            |                  |               |                |                |            |            |  |  |        |        |        |  |
|  | Corea del Sud       | Corea del Sud       | 3                |               |                |                |            |            |  |  |        |        |        |  |
|  | Corea del Sud       | Corea del Sud       | 3                |               | Corea del Nord | Corea del Nord | 3          |            |  |  |        |        |        |  |
|  |                     |                     |                  |               |                |                |            |            |  |  |        |        |        |  |
|  |                     |                     | Australia        | Australia     | 2              |                |            |            |  |  |        |        |        |  |
|  | Uzbekistan          | Uzbekistan          | Australia        | Australia     | 2              | 1              |            |            |  |  |        |        |        |  |
|  | Uzbekistan          | Uzbekistan          |                  |               |                |                |            |            |  |  |        |        |        |  |
|  | Arabia Saudita      | Arabia Saudita      | 2                |               |                |                |            |            |  |  |        |        |        |  |
|  | Arabia Saudita      | Arabia Saudita      | 2                |               | Arabia Saudita | Arabia Saudita | 0          |            |  |  |        |        |        |  |
|  |                     |                     |                  |               | Arabia Saudita | Arabia Saudita | 0          |            |  |  |        |        |        |  |
|  |                     |                     | Australia        | Australia     | 2              |                |            |            |  |  |        |        |        |  |
|  | Australia           | Australia           | Australia        | Australia     | 2              | 4              |            |            |  |  |        |        |        |  |
|  | Australia           | Australia           |                  |               |                |                |            |            |  |  |        |        |        |  |
|  | Emirati Arabi Uniti | Emirati Arabi Uniti | 2                |               |                |                |            |            |  |  |        |        |        |  |

### Quarti di finale
| Arbitro: | Andre El Haddad |

|  |           |                                    |
|  | Marcatori | 51’ Jong Il-gwan 53’ Pak Song-chol |

| Arbitro: | Mohsen Torky |

|               |           |                         |
| Abdullayev 6’ | Marcatori | 83’ Otayf 96’ Al-Johani |

| Arbitro: | Abdullah Al Hilali |

|                         |           |                                                            |
| Ibusuki 14’, 30’ (rig.) | Marcatori | 31’ Kim Kyung-jung 45’ Hwang Do-yeon 45+2’ Jung Seung-yong |

| Arbitro: | Malik Abdul Bashir |

|                                             |           |                        |
| Bulut 6’ Amini 48’ Leckie 92’ Fletcher 104’ | Marcatori | 23’ (rig.), 84’ Khalil |

### Semifinali
| Arbitro: | Abdulrahman Abdou |

|                                   |           |  |
| Jong Il-gwan 45’ Ri Hyok-chol 79’ | Marcatori |  |

| Arbitro: | Masaaki Toma |

|  |           |                       |
|  | Marcatori | 69’, 74’ (rig.) Bulut |

### Finale
| Arbitro: | Tan Hai |

|                            |           |                |
| Jong Il-gwan 10’, 43’, 89’ | Marcatori | 24’, 30’ Bulut |

## Classifica marcatori
| Gol |  |  | Giocatore       | Squadra             |
| --- |  |  | --------------- | ------------------- |
| 7   |  |  | Kerem Bulut     | Australia           |
| 6   |  |  | Ahmed Khalil    | Emirati Arabi Uniti |
| 5   |  |  | Jong Il-gwan    | Corea del Nord      |
| 4   |  |  | Hiroshi Ibusuki | Giappone            |
| 3   |  |  | Takashi Usami   | Giappone            |
| 3   |  |  | Pak Song-chol   | Corea del Nord      |

## Squadre qualificate al Campionato mondiale di calcio Under-20
Le finaliste e le semifinaliste si qualificano di diritto per il Campionato mondiale di calcio Under-20 2011.
- Corea del Nord
- Australia
- Corea del Sud
- Arabia Saudita